# パラグルジャ
パラグルジャ （クロアチア語:Palagruža、イタリア語:Pelagosa）は、クロアチア領の島。アドリア海中部にあり、他地域から隔絶した場所にある小さなドロマイトの列島である。最も大きな島は灯台のあるヴェラ・パラグルジャ島（Vela Palagruža）、小さな島はマラ・パラグルジャ島（Mala Palagruža）、そして周りを20もの岩や岩礁が取り巻いている。これらの島々はすべて切り立った崖からなる。クロアチア最南端地点である。 
今や無人島であるが、かつては両シチリア王国の最も離れた前哨基地であり、1875年からオーストリア＝ハンガリー帝国領であった。1920年にイタリア王国領となったが、1947年にユーゴスラビアに併合された。
現在は、コルチュラ島からチャーターした船で2、3時間かけ上陸するのが唯一の方法である。

## 由来
イタリア語名のペラゴーザとは、ギリシャ語で海を意味するπέλαγοςに由来する。 

## 地理・自然
イタリア領トレーミティ諸島とクロアチア領ラストヴォ島の間にある。イタリア本土の方に距離的に近く、ガルガーノ半島まで約60kmの距離である。地質学上はトレーミティ諸島から続いており、類似点が多い。地理学的にはイタリアに属する。
大陸から隔絶しているために、16種のランなど、地中海性の豊かな植物相が維持されている。植物相はダルマチア諸島とも異なる。
クロアチア本土の地中海性気候とは違い、亜熱帯性気候の特徴が強い。
人が定住していた数少ない痕跡は、今や1つの気象観測所、1つの教会、2軒の住宅のみである。小さな古代遺跡の隣には、良質な砂のある砂浜があり、一般観光客に人気がある。

## 歴史

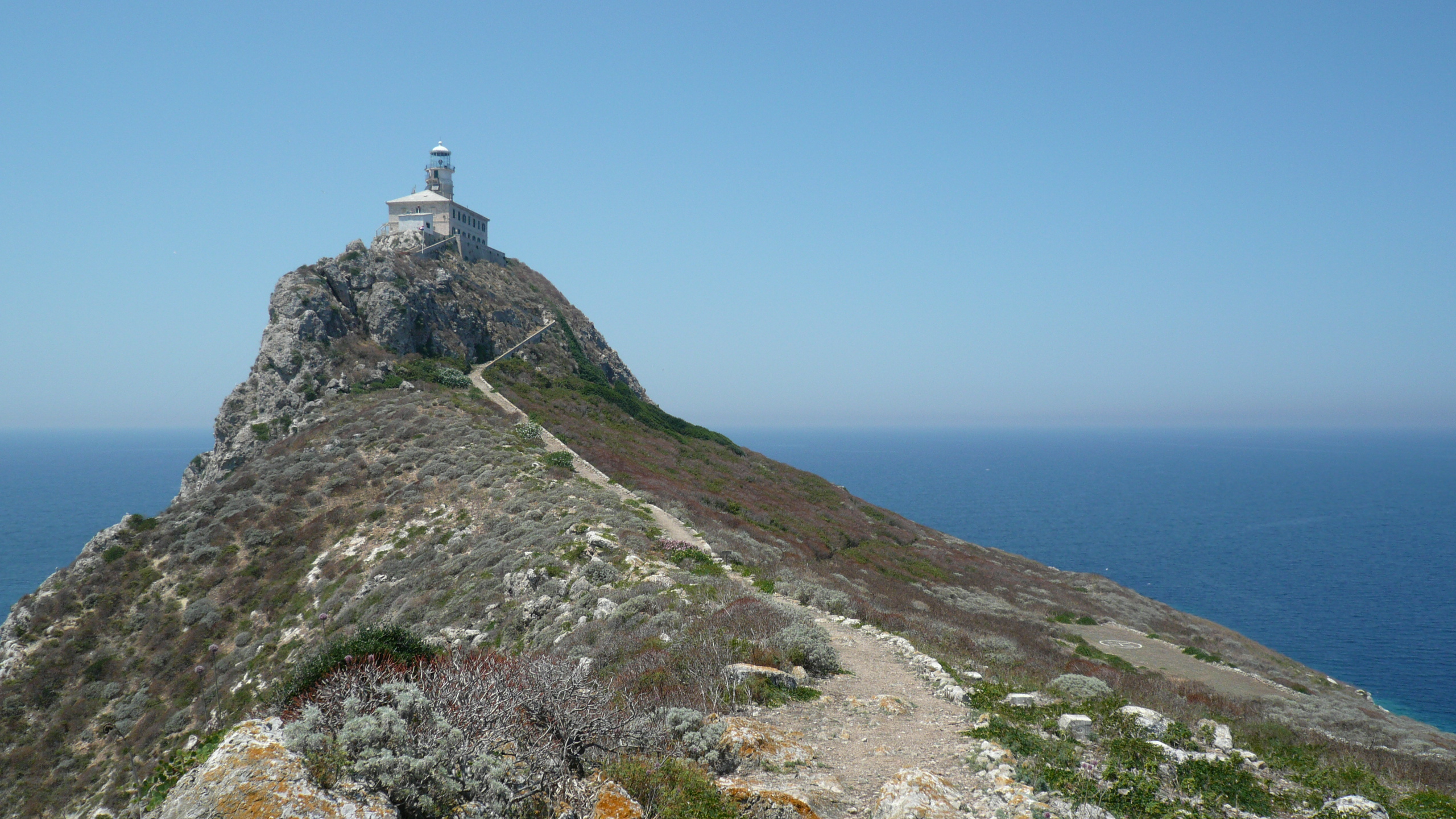
島の灯台

先史時代より人が定住していたことが、1875年に発掘された墓によってわかっている。
ローマ時代にはPelagusの名で知られていた。一部の歴史家は、島の名から古代ギリシャのペラスゴイ人（Pelasgoí）に由来するのではとみなしている。島から優れた古代ギリシャの陶器が見つかっており、ディオメーデースが埋葬された島であるとの伝承が残る。
ローマ衰退後に再び無人島となり、中世まで人が来ることはなかった。教会の一部の記録によれば、1177年3月9日の灰の水曜日に、アドリア海を航行していたガレー船に乗るローマ教皇アレクサンデル3世が、島の自然美に魅了され上陸したという。
アドリア海が通商路であったヴェネツィア共和国が支配した後、シチリア・ブルボン家が退けられるまで両シチリア王国に支配された。1843年、フェルディナンド2世によってペラゴーサへの植民が進められ、イスキア島の漁師たちが移住した。そのため、ペラゴーザではナポリ語のイスキア方言が話されていた。
イタリア王国領となってから、その戦略的要素を忘れ去られ、1873年にオーストリア＝ハンガリー帝国がペラゴーザを併合した。1875年9月には灯台が建設された。
第一次世界大戦中の1915年、ペラゴーザはイタリアに占領された。1920年に正式にイタリア領となり、第二次世界大戦中はザーラ県（大戦中のイタリア領ダルマチアの県。ザダルとラストヴォから構成された）の一部であった。この時代にイタリア政府はトレーミティ諸島からの移民をペラゴーザへ定住させ、気象観測所や教会、住宅を建てた。
1947年、パリ条約（イタリアとの平和条約）によってペラゴーザはユーゴスラビアに併合された。この条約締結の際にはペラゴーザ海域でのイタリア人漁師の権利が認められた。このため、クロアチア領海内でありながら、多くのイタリア漁船が今も見られるのである。ユーゴスラビア領となってから、島は無人島となった。
1991年のクロアチア独立により、島はクロアチア領となった。